# Geschichte Malstatts
Die Gemeinde Malstatt, der heutige Saarbrücker Stadtteil Malstatt, hat eine über fünfzehnhundertjährige Geschichte. Der bis 1874 unabhängige Ort wurde zunächst mit dem Nachbarort Burbach zur Stadt Malstatt-Burbach und die schließlich 1908 mit Alt-Saarbrücken und Sankt Johann an der Saar zur heutigen Landeshauptstadt Saarbrücken vereinigt.

## Vor- und Frühgeschichte

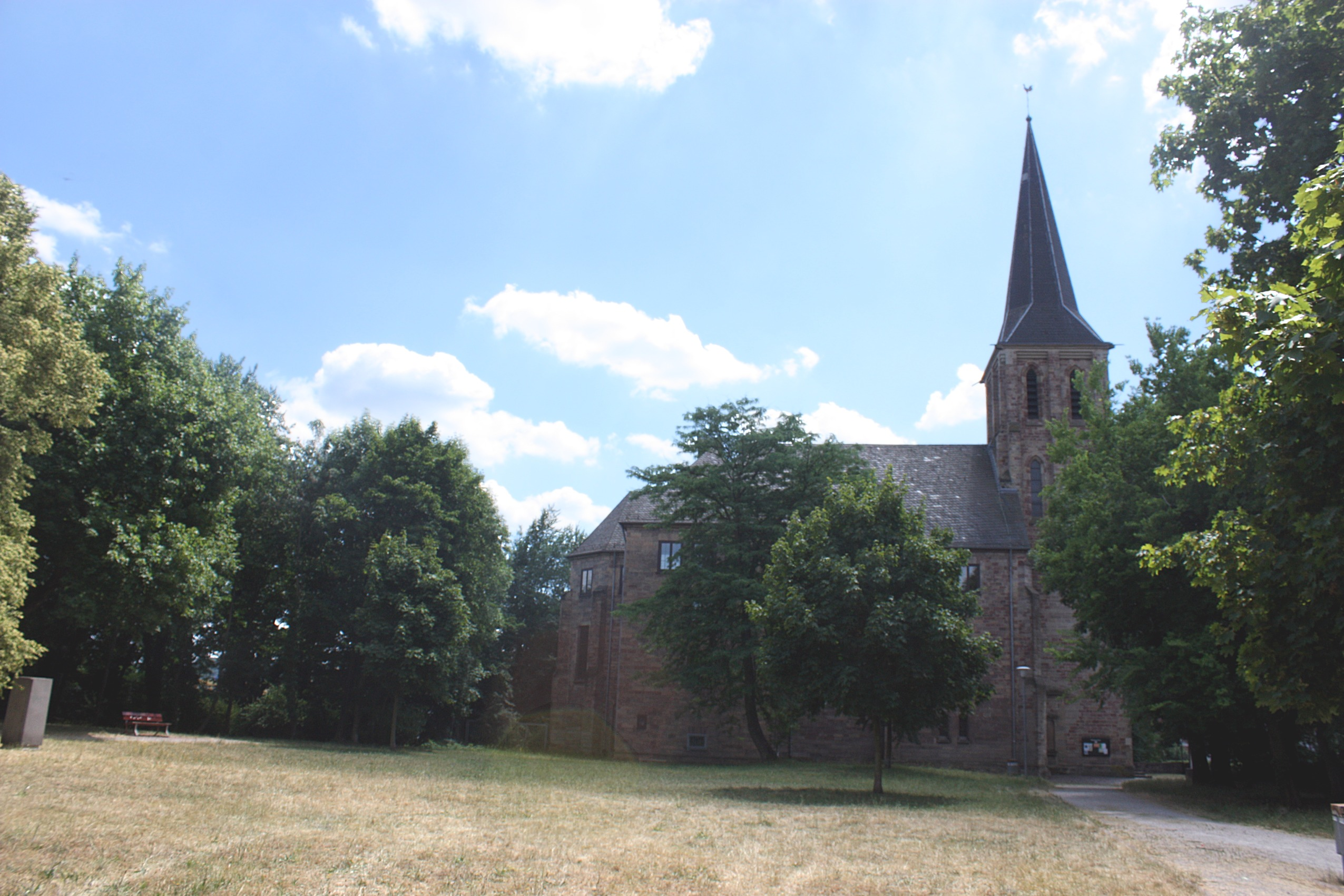
Malstatt, die Wiese vor der evangelischen Kirche markiert den Ort der alten Malstatter Thingwiese

Funde aus keltischer und römischer Zeit bezeugen eine frühe Besiedelung des Ortes. Sein Name stammt vermutlich aus dem 6. Jahrhundert und bezeichnet den Versammlungsort (Thing) der Landgemeinde. Mit dem Übertritt des fränkischen Königs Chlodwig I. zum Katholizismus endeten auch an der Malstatt über der Saar allmählich die heidnischen Opfer und eine Kirche wurde an der überkommenen Mal-Stätte errichtet.

## Mittelalter

### Banngrenzen
Malstatt verfügte über einen großen Bannkreis, der sich auf beiden Ufern der Saar erstreckte. Er reichte im Westen bis an den Alsbach, im Norden bis an den Steinbach, im Osten bis an den Sulzbach und die Rennstraße, im Süden bis an die Saar bzw. den Saarhafen (heute Gelände des Bürgerparkes) und auf dem linken Saarufer bis zu den Spicherer Höhen. Hier, auf der linken Saarseite grenzte der Bann im Osten an den Saarbrücker und den St. Arnualer Bann und im Westen an den Forbacher und Gersweiler Bann, wobei der Willerbach die Grenze zwischen Gersweiler und Malstatt war. Im Jahr 1460 verkaufte die Gemeinde Malstatt der Bürgerschaft von (Alt-)Saarbrücken das Weiderecht auf dem linken Saarufer. Im Jahr 1662 erwarb Saarbrücken das linke Saarufer für 200 Gulden vollständig, da Malstatt durch den Dreißigjährigen Krieg finanziell am Boden lag. Das Malstatter Gebiet zwischen Sulzbach und römerzeitlicher Rennstraße (heute Grühlingstraße) schlug Graf Graf Ludwig Crato dem St. Johanner Bann zu und übertrug als Ausgleich der Gemeinde Malstatt den Helmerswald.
Der Bann gehörte vermutlich zum Völklinger Königshof, dessen Königsgut sich vom Köllertal bis zum Scheidter Tal ausdehnte. Der Völklinger Königshof wurde im Jahr 999 von Kaiser Otto III. an das Bistum Metz geschenkt und ging später in den Lehensbesitz der Saarbrücker Grafen über. Wann Malstatt in den Besitz des Saarbrücker Grafen überging, ist urkundlich nicht belegt.

### Urkundliche Ersterwähnungen

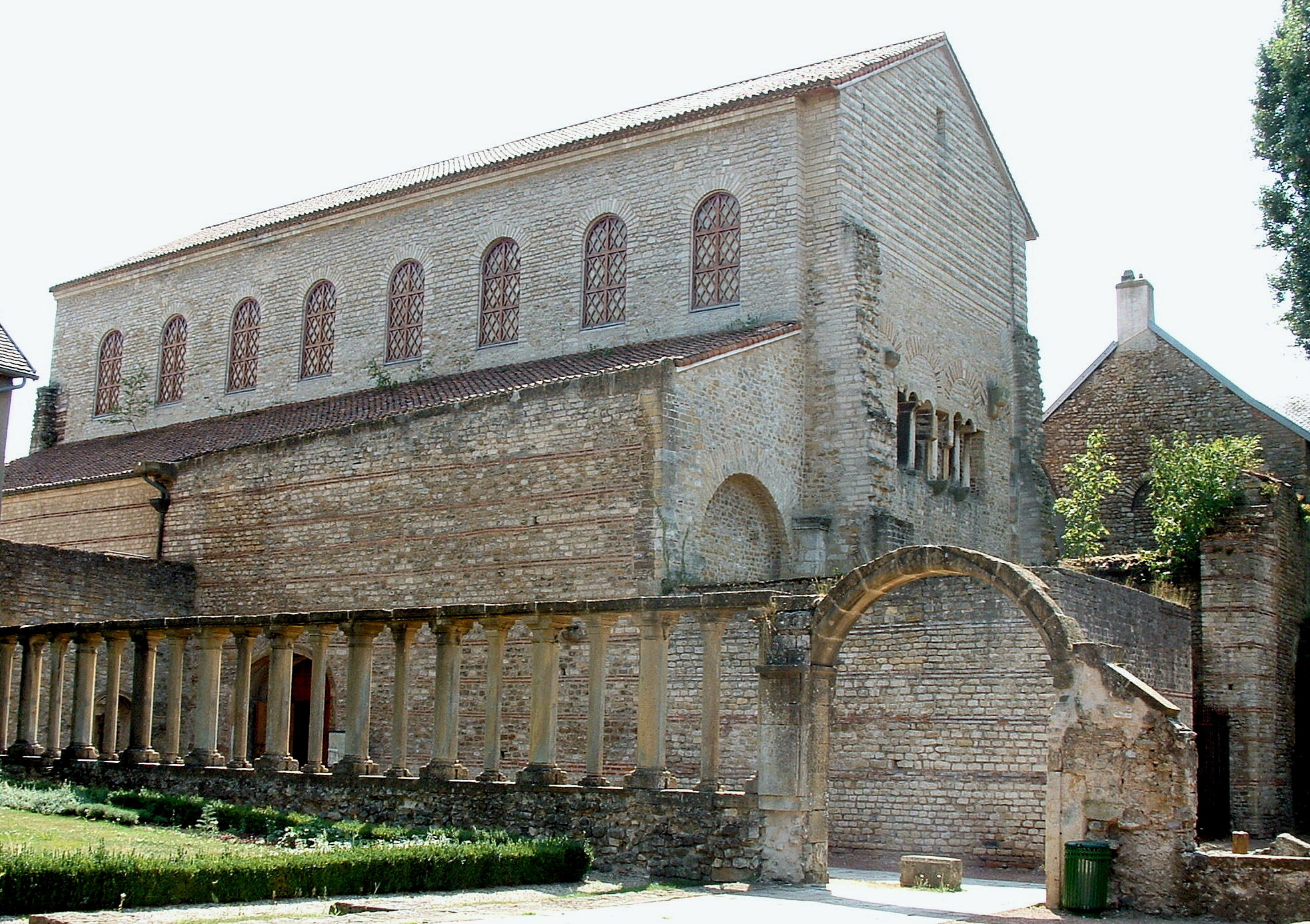
Benediktinerinnenkloster St. Peter, Metz – Eigentümer des Malstatter Kirchenpatronates

Malstatt wurde im Jahr 960 zum ersten Mal in einer in Köln ausgestellten Urkunde (heute im Departementsarchiv Metz) König Ottos I. hinsichtlich seiner Dorfkirche (ecclesia de Mathalstatt) erwähnt, die sich im Besitz des zu dieser Zeit bedeutenden Metzer Benediktinerinnen-Klosters Sankt Peter auf der Zitadelle befand. Die Malstatter Dorfkirche lag allerdings im Gebiet des trierischen Dekanates Merzig. In der Malstatter Urkunde von 960 erscheinen auch maßgebliche Politiker der Zeit: Der Metzer Bischof Adalbero I. von Bar, dessen Bruder Herzog Friedrich von Lothringen, der Bruder König Ottos, der Kölner Erzbischof Brun sowie der Kanzler König Ottos, Liudolf. Die Malstatter Besitzverhältnisse werden nochmals in einer Urkunde Ottos II. aus dem Jahr 977 erwähnt. Hier wird Dudweiler als Filialkapelle von Malstatt genannt (Madalstatt cum capella Duodonivillare). Im Jahr 993 wird dies urkundlich von Otto III. bestätigt. Auch in den beiden späteren Malstatter Urkunden tauchen maßgebliche Politiker auf: Herzog Friedrich von Lothringen, Bischof Theoderich von Metz, Erzbischof Egbert von Trier, Erzbischof Willigis von Mainz und die Kaiserinmutter und byzantinische Prinzessin Theophanu. In der unmittelbaren Nähe der Kirche auf dem Malstatter Kirchberg befand sich weiterhin eine germanische Gerichtsstätte (ahd. mahalstat), die für die gesamte Umgebung zuständig war. Die Malstatter Pfarrerbestellung geschah im Wechsel zwischen dem Metzer St. Peterskloster und den Saarbrücker Grafen, die im Jahr 1561 das Patronat aufkauften.
Kirchlich gesehen blieb Malstatt als einer der ältesten Kirchorte an der mittleren Saar bis zur Reformation südlichste Grenzspitze des Erzbistums Trier und war an drei Seiten seines Bannes vom Bistum Metz umgeben. Anders als die Nachbargemeinden St. Johann, Saarbrücken, Gersweiler, Sulzbach, Güdingen, Bübingen und Fechingen war Malstatt nie in Abhängigkeit vom Stift Sankt Arnual geraten. Die Gründung der Dudweiler Kapelle als Filialkapelle von Malstatt dürfte im Zusammenhang mit der Klosterreform von Gorze, an der das Metzer Kloster St. Peter auf der Zitadelle einen Anteil hatte, zu sehen sein. Der Verkauf der Patronatsrechte Malstatts durch das Metzer Kloster an das Haus Nassau-Saarbrücken steht im Zusammenhang mit der Besetzung der Trois-Évêchés (deutsch: ‚Drei Bistümer‘), der Fürstbistümer (Hochstifte) Metz, Toul und Verdun in der Kirchenprovinz Trier im Jahr 1552 durch Frankreich unter dessen König Heinrich II. Dabei wurde das alte Peterskloster zu einer Zitadelle umgebaut und die Klosterkirche profaniert.

### Hof und Jahrgedinge zu Malstatt
Die Verwaltung des Malstatter Hofes leitete ein Meier, während ein Förster die zugehörigen Waldungen des Malstatter Bannes verwaltete. Teile des Hofgutes waren in Parzellen (Vogteien) an unfreie Bauern ausgegeben worden. Diese Malstatter Bauern waren frondienstpflichtig und außerdem dem Saarbrücker Grafen abgabenpflichtig. Abgabetage („Schatzung“ oder „Schaft“) in Malstatt waren Ostern und der Remigiustag (1. Oktober). Der Saarbrücker Graf übergab dieses Verwaltungsrecht im Lauf des Mittelalters an verschiedene Ritter und Burgmannen.
Außer den Eigenleuten des Malstatter Hofes hatte auch ein freies Geschlecht in Malstatt seinen Sitz. Die urkundlich frühest erwähnten Mitglieder dieser Familie waren Godelo und Simon von Malstatt, die im 13. Jahrhundert mit Gütern in Alsweiler und Malstatt belehnt wurden. Das Geschlecht der Herren von Malstatt starb vermutlich zu Beginn des 15. Jahrhunderts mit Friedrich von Malstatt, der noch im Jahr 1405 als Statthalter des Saarbrücker Grafen genannt wird, aus.
Die Jahrgedinge wurden im Hof zu Malstatt durch den Amtmann (Schultheiß) des Saarbrücker Grafen abgehalten. Zu dem Hof Malstatt gehörte auch das Dorf Burbach, das zum ersten Mal im Jahr 1313 urkundlich erwähnt wurde. Durch mehrere Ankäufe von kleineren Adeligen (von Heringen, von Kerpen, von Sötern, von Kronenburg) gehörte bis zum Jahr 1663 ganz Burbach dem gräflichen Haus Saarbrücken.

### Zerstörung Malstatts in der Fehde von 1471
Im Februar des Jahres 1471 wurden Malstatt und Burbach im Rahmen einer Fehde zwischen dem Saarbrücker Grafen Johann III. und dem Pfalzgrafen und Herzog Ludwig I., genannt der Schwarze, niedergebrannt, da Ludwig die Stadt St. Johann nicht erobern konnte.

## Reformation und Dreißigjähriger Krieg
Malstatt teilte in seiner Geschichte die Geschicke der nahen Städte Saarbrücken und St. Johann. So musste die Dorfbevölkerung Malstatts im Zuge der Nassauer Reformation im Jahr 1575 zum protestantisch-lutherischen Bekenntnis wechseln.
Wie in den Nachbargemeinden kam es im Gefolge des Dreißigjährigen Krieges zu schweren Plünderungen und Verwüstungen sowie dem Ausbrechen von Seuchen in Malstatt. So meldet am 7. Oktober 1635 Rentmeister Klicker, dass die Malstatter Kirche zerstört worden sei und von den Einwohnern Malstatts nur noch fünf überlebt hätten.
Infolge der Kriegswirren war Malstatt derartig geschwächt, dass der Ort in den Jahren 1673–1679 pfarrlich von Dudweiler und anschließend von St. Johann übernommen werden musste. Die alte Malstatter Filiale Gersweiler wurde von Gymnasialrektoren betreut. Erst im Jahr 1738 wurde Malstatt wieder selbständig und erhielt die Zuständigkeit für die umliegenden Ortschaften Burbach, Rußhütte, Großwald, Luisenthal, Neudorf, den Rastpfuhl und die alte Filiale Gersweiler mit Ottenhausen, Klarenthal und Krughütte.
Vermutlich im Dreißigjährigen Krieg untergegangen ist auch der Malstatter Kolbenhof an der Grenze des Malstatter Bannes östlich der Straße Richtung Köllertal. Graf Johann II. hatte im Jahr 1371 die Witwe Jeanette von Berris des Burgmannes zu Saarbrücken, Heinrich des Wilden, mit dem Anteil ihres Mannes an dem Hof „obwendig Malstatt“ belehnt. Später war ein Teil dieses Hofes im Besitz des Ritters und Burgmannes Dietrich von Geispitzheim, genannt Kolbe. Dieser war im Jahr 1436 von Gräfin Elisabeth von Lothringen, Gräfin von Nassau-Saarbrücken „mit seinem lehnbar belegten Eigentum des Teils seines Hofes genannt Kolbenhof, gelegen uf jener Seite von Malstatt, gegen dem breiten Kreuz ab, nahe der Fischbach“ belehnt worden.

## Nassauer Phase
Im Jahr 1740 wurde die Poststraße von Malstatt nach Saarlouis gebaut. Während der alte Heerweg, die Römerstraße, mitten durch das Malstatter Dorfzentrum und dann über die Saarwiese nach Burbach geführt hatte, wurde jetzt die Straße durch den oberen Teil von Malstatt in der Richtung eines früheren Feldweges nach Burbach geleitet.
Nach dem Bericht des fürstlichen Amtmannes und Rates Christian Lex aus dem Jahr 1756 waren zu dieser Zeit nahezu alle Einwohner Malstatts leibeigene Bauern der Nassau-Saarbrückischen Landesherrschaft. Malstatt hatte eine Kirche, die auch von den Burbacher Einwohnern mitbenutzt wurde und 18 Häuser, von denen nur fünf mit Ziegeln gedeckt und die übrigen strohgedeckt waren. Weiterhin gehörte das Dorf Burbach zur Meierei Malstatt, ebenso der Fischbacher Hof (heutiger Ortsteil Rußhütte) und der Hof auf dem Rastpfuhl. In den Malstatter Gewässern Saar, Fischbach und Weyerbach (auch Burbach genannt) konnte man Fische fangen. Im Weyerbach wurde auch Krebsfang betrieben.

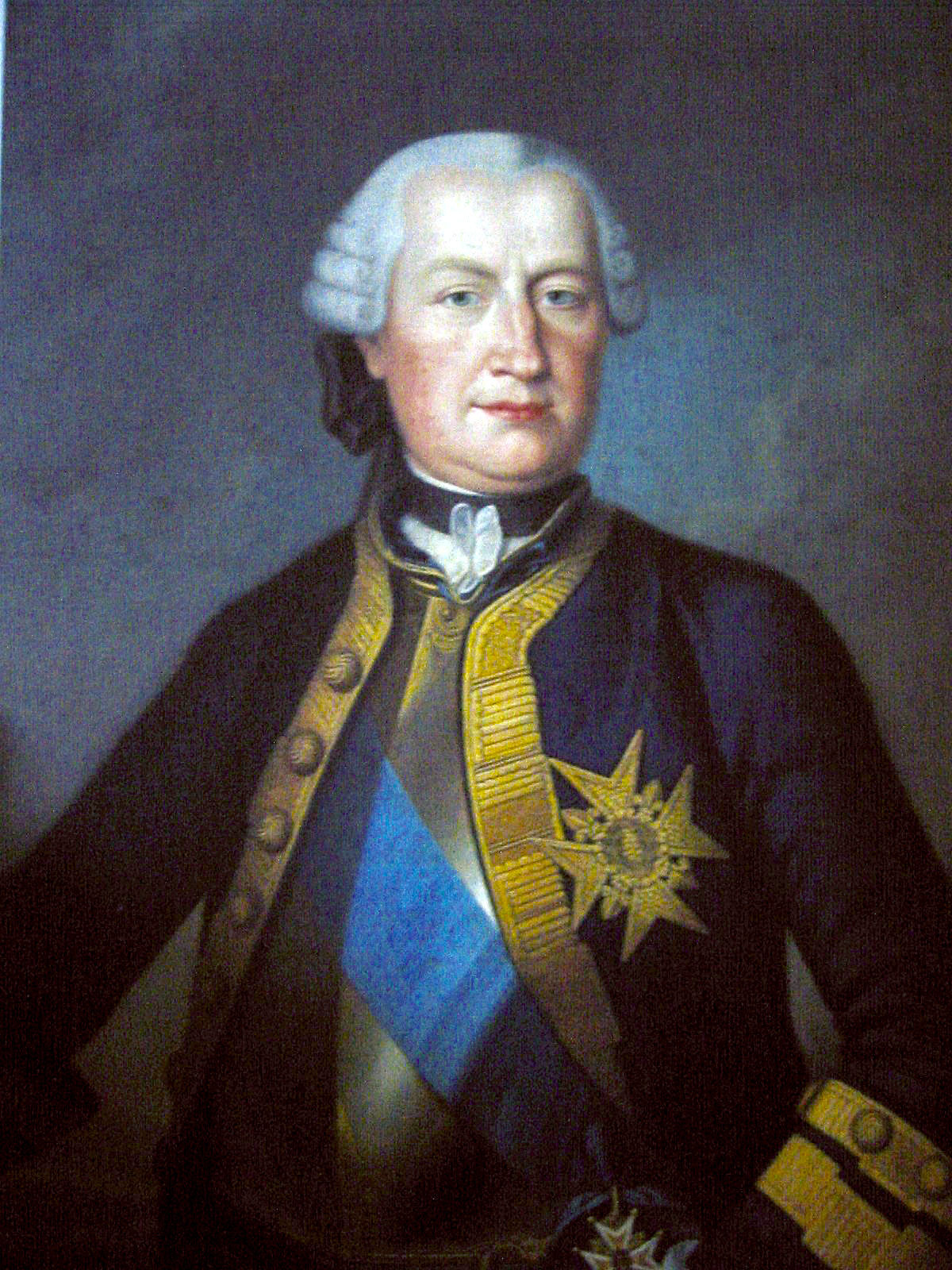
Fürst Wilhelm Heinrich (1718–1768), Gründer des Malstatter Ortsteiles Rastpfuhl

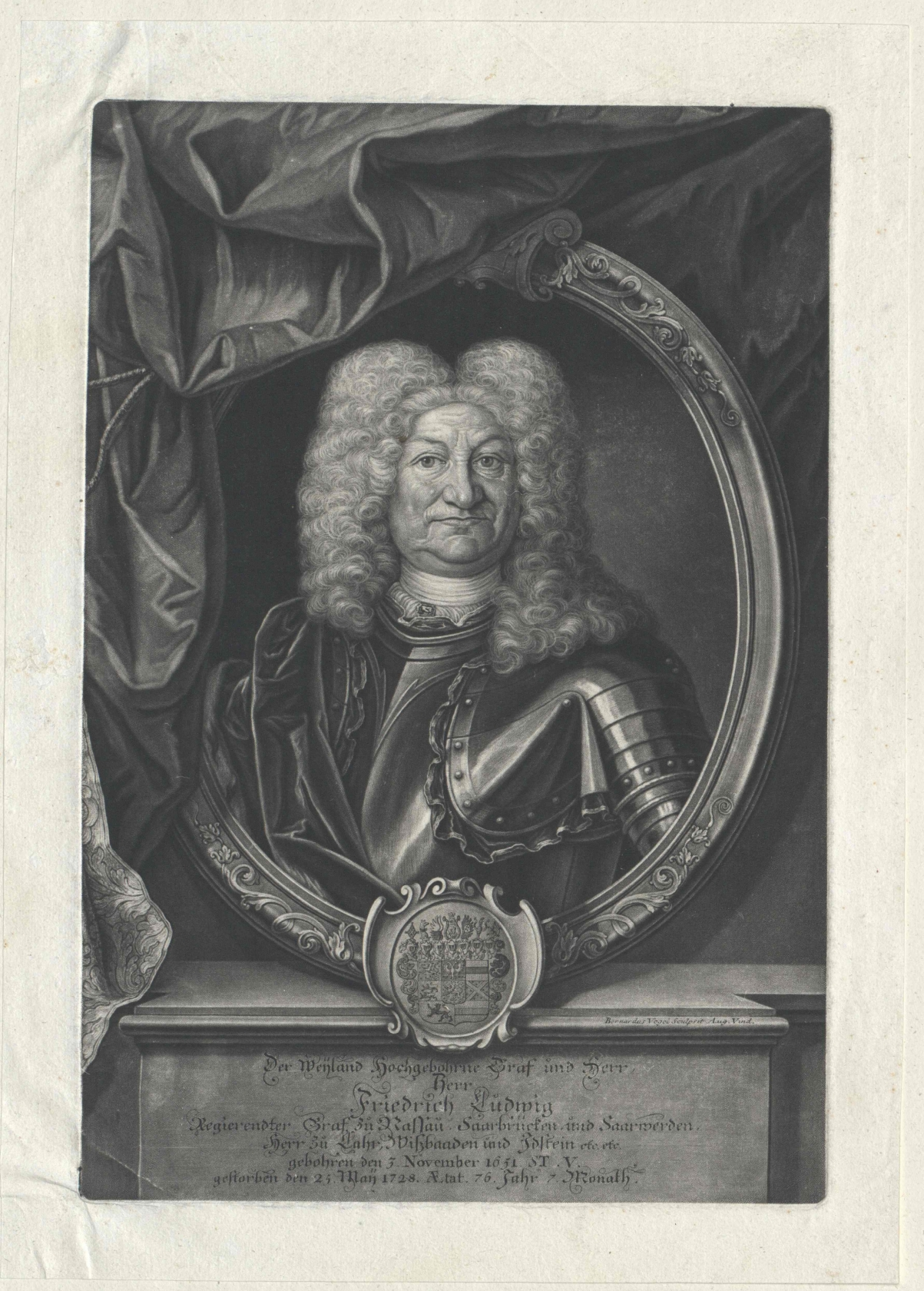
Graf Friedrich Ludwig von Nassau-Ottweiler, Gründer des Rastpfuhler Schafhofes

Der Rastpfuhl-Hof war ursprünglich ein Torhaus am Wildzaun des Malstatter Waldes. (Das Torhaus am Ludwigsberg und das Stuhlsatzenhaus bei Scheidt haben denselben Ursprung.) Im Jahr 1756 ließ Fürst Wilhelm Heinrich (Nassau-Saarbrücken) den Wald abholzen und einen Hof hier anlegen. Dazu kaufte Wilhelm Heinrich das Haus des Rastpfuhler Torhüters und Holzhauers König, das anschließend dem herrschaftlichen Hofmann als Dienstwohnung diente. Bereits unter Graf Friedrich Ludwig, dem Vorgänger Wilhelm Heinrichs, war auf dem Rastpfuhl eine Schäferei angelegt worden. Die beiden landwirtschaftlichen Betriebe wurden in der Folgezeit an verschiedene Pächter vergeben. Im Jahr 1767 verfügte der Rastpfuhler Hof über 7 Morgen Hofbering und Gärten, 50 Morgen Wiesen, 306 Morgen Ackerland und 127 Morgen ausgehauenen Forstwaldes. In der Schäferei wurden 250 Schafe bzw. 300 Hammel gehalten. Seit dem Jahr 1776 wurde auf dem Rastpfuhl von den Kindern des ehemaligen Torhüters König eine Gastwirtschaft angelegt. Im Jahr 1843 wohnten auf dem Rastpfuhl und der nahen Ziegelhütte 44 Menschen. Die Anlage hatte damals sechs Häuser. Erst zu Beginn des 20. Jahrhunderts wurde mit dem Abriss des Fachwerkgebäudes der fürstlichen Zehntscheuer auf dem Rastpfuhl das letzte Zeugnis an den Rastpfuhler Hof abgerissen.
Fürst Wilhelm Heinrich ließ im Jahr 1763 den alten Rodenhof, der der Versorgung der Saarbrücker Hofhaltung mit landwirtschaftlichen Produkten gedient hatte, an die Saarbrücker Bürgerschaft verkaufen. Den neuen Rodenhof ließ der Fürst anschließend auf einer Waldrodung an der Rennstraße anlegen. Die zugehörige Ackerfläche wurde wenige Jahre später verkauft. Das Hofhaus diente allerdings bis zum Ende der Feudalherrschaft im Jahr 1793 dem herrschaftlichen Förster als Dienstwohnung.
Die meisten Bewohner waren lutherischer Konfession, wenige waren katholisch (Zuordnung zur kath. Pfarrei St. Johann) und nur ein Einwohner gehörte zur reformierten Konfession (Zuordnung zur reformierten Pfarrei Saarbrücken). Ein von der Dorfgemeinschaft betriebenes Schulgebäude war bereits vorhanden und wurde auch von den Burbacher Kindern mitbenutzt.

## Französische Phase
Mit dem Einmarsch französischer Revolutionstruppen im Oktober 1792 wurde die Leibeigenschaft aufgehoben. Im Sommer 1793 verbrannten französische Soldaten das gesamte Inventar der Malstatter Kirche. Im September desselben Jahres besetzten die Preußen unter Oberst von Blücher das Malstatter Lustschloss auf dem Ludwigsberg. Bei einem Rückeroberungsversuch der Franzosen ging das gesamte Schloss in Flammen auf. Auch Malstatt selbst wurde beschossen und komplett ausgeplündert. Die Malstatter Einwohner flüchteten durch den Wald in die benachbarten Dörfer und konnten erst nach Wochen in das zerstörte Malstatt zurückkehren. Anfang November 1793 kam es ebenfalls zu Kämpfen zwischen Preußen und Franzosen, die in Malstatt lagernde preußische Futterlager rauben wollten.
Im Jahr 1797 wurden Malstatt und Burbach mit dem linken Rheinufer von Frankreich annektiert. Die Dörfer Malstatt und Burbach wurden verwaltungsmäßig dem Kanton Saarbrücken zugeordnet. Seit 1810 gehörten die beiden Dörfer zur Mairie Saarbrücken. Die Bevölkerung stieg wieder an: Im Jahr 1809 hatten Malstatt und der Ortsteil Rußhütte zusammen 450 Einwohner, Burbach 269. Im Jahr 1810 hatte Malstatt 499, Rußhütte 57 und Burbach 278 Einwohner. Bis 1815 blieb Malstatt Teil des französischen Staats.

### Erster Pariser Frieden
Im Ersten Pariser Frieden im Jahr 1814 blieben Malstatt und Burbach unter König Ludwig XVIII. französisch. Bei der Erstürmung St. Johanns durch bayerische Truppen am 23. Juni 1815 wurden Malstatt und Burbach wiederum vollständig ausgeplündert und die Einwohner mussten flüchten. Der durch die bayerischen Truppen entstandene Schaden wurde im Jahr 1820 durch französische Kriegsentschädigungen beglichen, die zur Erneuerung der Malstatter Kirche verwendet wurden. Nach der Rückkehr Napoleons und dessen endgültiger Niederlage bei Waterloo am 18. Juni 1815 sowie seiner Verbannung auf die Insel St. Helena wurden im Zweiten Pariser Frieden die Orte des Saartales von Frankreich abgetrennt und an das Königreich Preußen (Rheinprovinz) übergeben.

## Preußische Phase
Auf dem Wiener Kongress im Jahr 1815 wurde Malstatt wie alle umliegenden Saartalorte im Zweiten Pariser Frieden mit dem Königreich Preußen unter der Herrschaft König Friedrich Wilhelms III. vereinigt. Dabei hatten mehrere Bittschriften von Kaufleuten aus Saarbrücken und St. Johann und eine Unterschriftenaktion unter Federführung des Saarbrücker Bürgermeisters Heinrich Böcking, die den Anschluss der Saartalorte an das Königreich Preußen zum Ziel hatten, einen nicht unerheblichen Anteil.

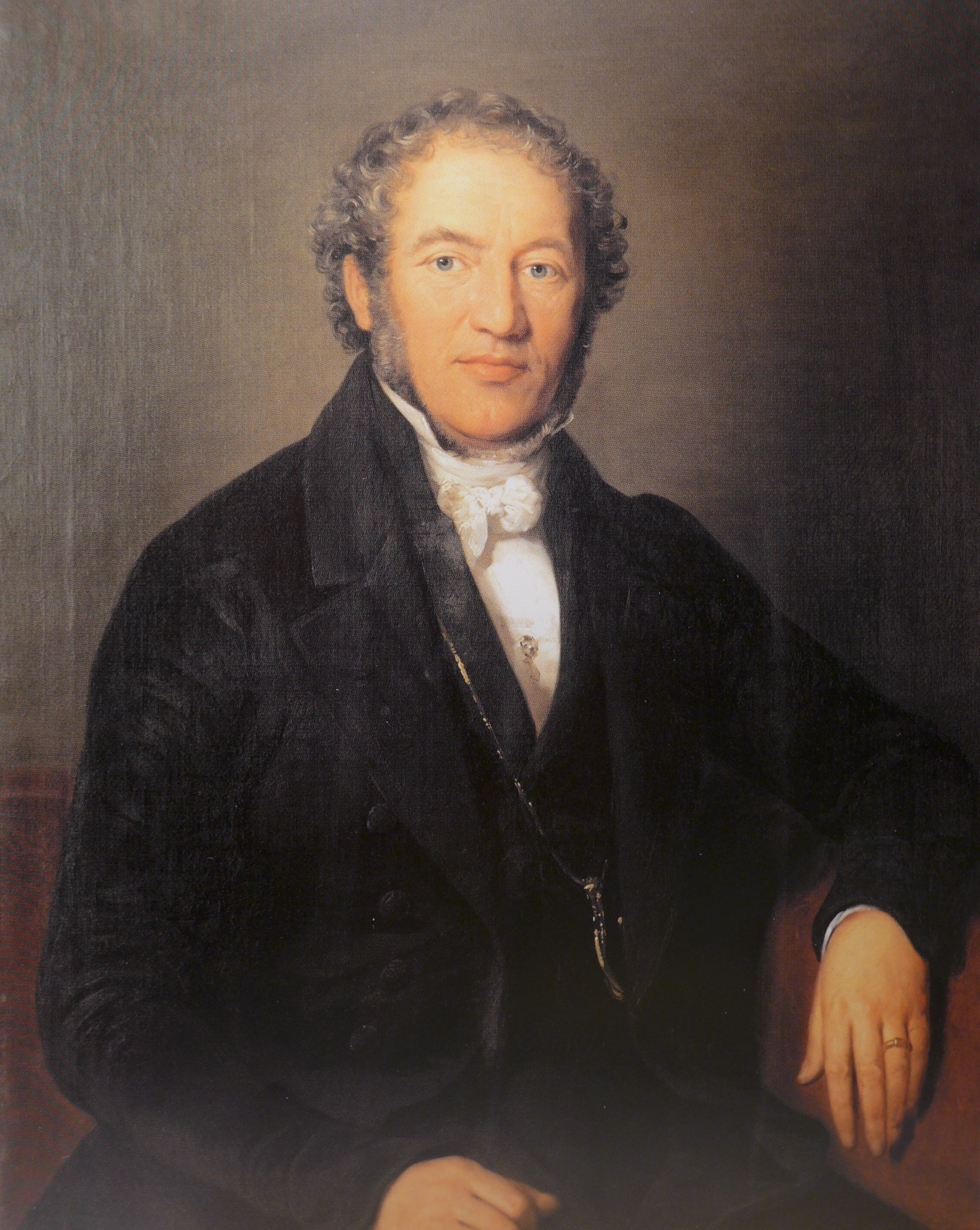
Heinrich Böcking (1785–1862), Initiator des Übergangs der Saartalorte an das Königreich Preußen, Gemälde von Louis Krevel, ca. um 1830, Katalogbestand des Saarland-Museums

Als im Zuge der Befreiungskriege 1814/15 die Frage der künftigen staatlichen Zugehörigkeit der Saartalorte diskutiert wurde, war Böcking neben Philipp Fauth der herausragendste Verfechter einer Angliederung an Preußen. So gehörte Böcking verschiedenen Delegationen an, insbesondere der im Sommer 1815 zur Pariser Friedenskonferenz entsandten Deputation. Mit dem Unterhändler Preußens in den Pariser Friedensverhandlungen im Jahre 1815, Karl August Freiherr von Hardenberg, stand man in engstem Kontakt.
Am 30. November 1815 erfolgte durch einen offiziellen Festakt der preußischen Regierung in der Saarbrücker Ludwigskirche die feierliche Besitzergreifung Malstatts und der übrigen Saartalorte durch den königlich-preußischen Kommissarius Mathias Simon im Auftrag König Friedrich Wilhelms III.

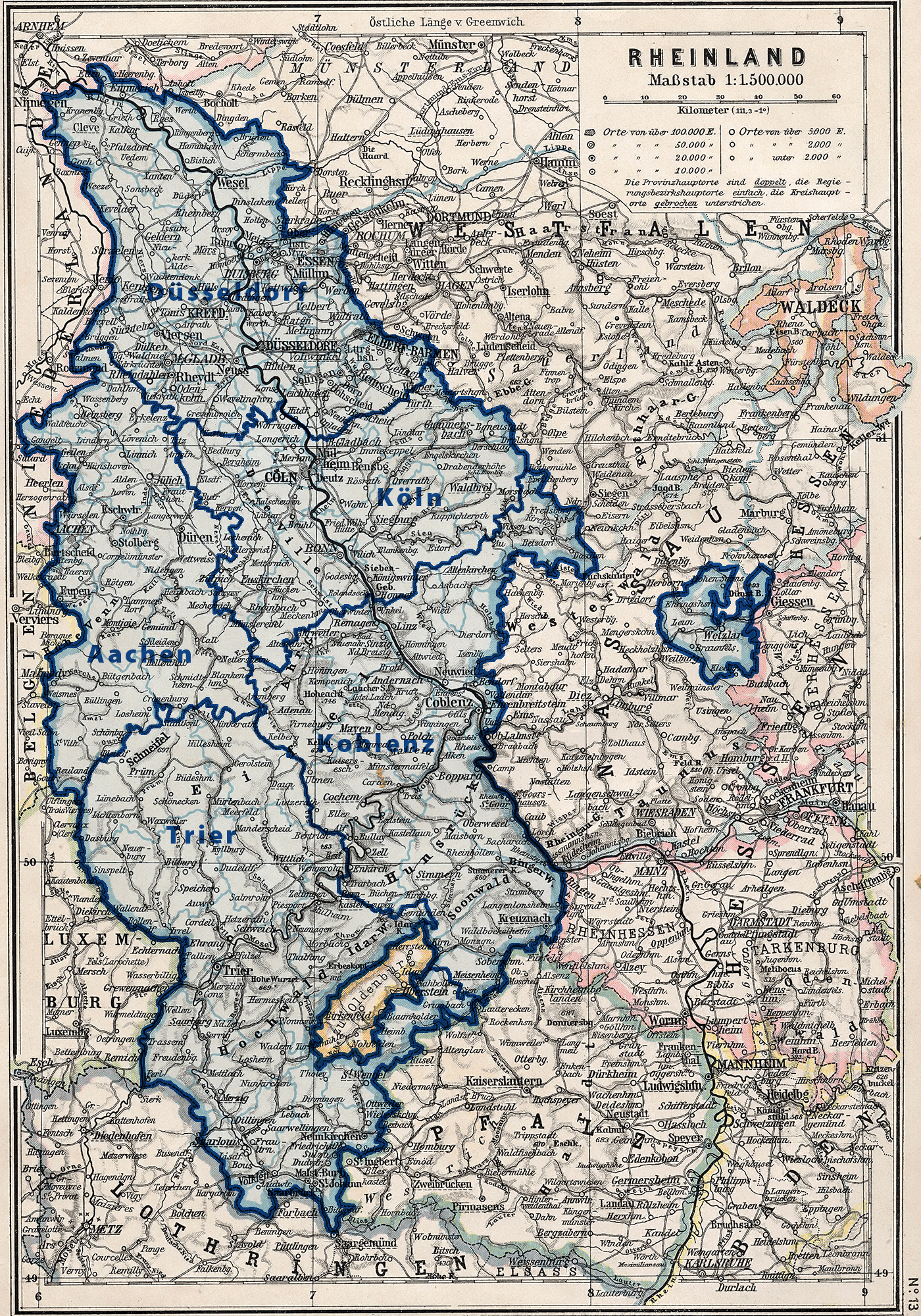
Lage Malstatts innerhalb der Rheinprovinz, Regierungsbezirk Trier, Karte von 1905

Nach der preußischen Besitznahme blieben die Ortschaften Malstatt, Burbach und Rußhütte in einer Bürgermeisterei mit St. Johann und Saarbrücken vereinigt. Die Verwaltung wurde durch den Bürgermeister von Saarbrücken geleitet, Malstatt hatte einen Gemeindevorsteher, Burbach und Rußhütte je einen Ortsvorsteher. Die männliche Einwohnerschaft setzte sich weitgehend aus Bauern und Bergleuten zusammen.

## Industrialisierung
In Bezug auf die Steinkohle, die im Fürstentum Nassau-Saarbrücken an zahlreichen Stellen offen zu Tage trat und von den Bauern im Tagebau gefördert wurde, konnte sich Fürst Wilhelm Heinrich auf das herrschaftsrechtliche Regal des Bergrechtes stützen. Um die Einkünfte des kleinen Fürstentums zu verbessern, erließ Wilhelm Heinrich im Jahr 1754 eine Verordnung, die alle Kohlegruben praktisch verstaatlichte – eine Verordnung, die im Saarland bis in die Gegenwart ihre Gültigkeit behalten sollte.
In Malstatt kam es im späteren Ortsteil Rußhütte zu einem lebhaften Kohleabbau an der Stelle, an der im Jahr 1721 durch den Glasmachermeister August Guthmann mit Erlaubnis von Graf Karl Ludwig von Nassau-Saarbrücken eine Glashütte angelegt worden war (Kohlglashütte). Die Glashütte wurde nach Friedrichsthal verlegt und man gewann ab dem Jahr 1757 in Rußhütte durch einen Erhitzungsvorgang Ruß, den man zur Herstellung von Druckerschwärze, Wagenschmiere und Schiffsteer verwendete. Der hier hergestellte Ruß gab dem Malstatter Ortsteil seinen Namen. Mit dem Ende der Saarbrücker Feudalherrschaft ging die Rußhütte in der Französischen Revolution in den Besitz der Französischen Republik über. Mit dem Übergang an Preußen wurde der Betrieb auf der Rußhütte im Jahr 1823 eingestellt, was zu einer Verarmung der dortigen Bevölkerung führte. Erst die Eröffnung der Grube Von der Heydt im Jahr 1850 und der Aufschwung des Verkehrswesens durch den Eisenbahnbau brachte wieder bessere Erwerbsverhältnisse. Der Rußhütter Hof war mit seinen 93 Morgen Land im Jahr 1804 dem Saarbrücker Hospital als Entschädigung übergeben worden. Das Hospital verkaufte den Hof dann stückweise zu Teilen an die dortigen Bewohner.

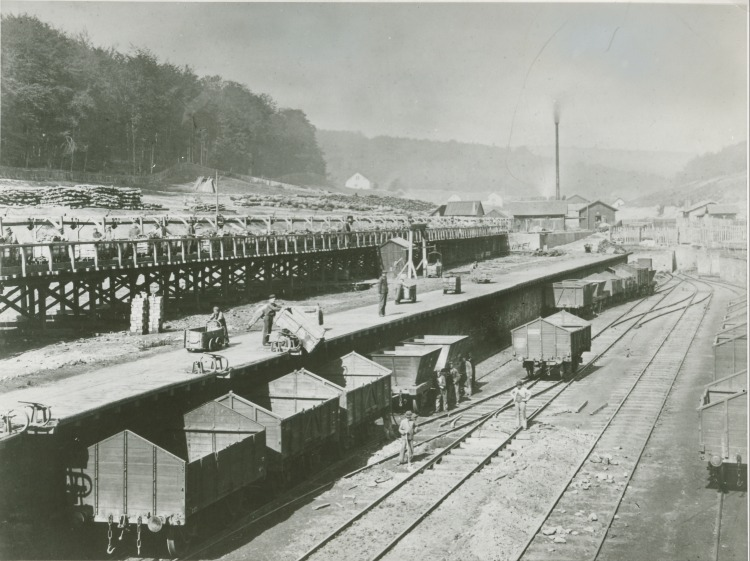
Grubenbahnhof Von der Heydt (1865)

Schon vor dem Dreißigjährigen Krieg war im Fischbachtal in der Nähe von Rußhütte an den bewaldeten Berghängen der linken Bachseite Eisenerz gefunden worden und unmittelbar vor Ort verhüttet worden. Das Schmelz- und Hüttenwerk ging vermutlich in den Kriegswirren unter.
Nachdem die kleine Steinkohlengrube bei Burbach um das Jahr 1780 wegen geringer Ausbeute schließen musste und auch die Grube in Rußhütte ihren Betrieb im Jahr 1823 eingestellt hatte, entstanden in der Nähe Malstatts neue ertragreiche Gruben. Im Jahr 1821 wurde die Gerhard-Grube bei Luisenthal (Benennung nach dem preußischen BerghauptmannJohann Carl Ludewig Gerhard) angelegt, die im Jahr 1830 30.000 Fuder, im Jahr 1840 bereits 85.000 Fuder Kohle jährlich förderte und im Jahr 1850 mehr als 1.000 Bergleute beschäftigte. Infolgedessen stieg die Einwohnerzahl der Dörfer Malstatt und Burbach von 822 im Jahr 1818 auf 2395 im Jahr 1850. Im Jahr 1852 wurde die Eisenbahnlinie von Neunkirchen nach Forbach vollendet, die durch eine das Burbachtal hinaufführende Zweiglinie mit der neuen Grube Von der Heydt verbunden wurde.
Im Jahr 1850 war im Norden des Malstatter Gemeindegebietes die nach dem Bankier und preußischen Handels- und Finanzminister August Freiherr von der Heydt benannte Steinkohlengrube Von der Heydt entstanden, die bis zum Jahr 1932 als selbständiges Bergwerk betrieben und im Jahr 1965 endgültig stillgelegt wurde. In der Grube Von der Heydt, die etwa vier Kilometer vom Burbacher Ortszentrum entfernt lag, arbeiteten im Jahr 1855 bereits 1583 Bergleute.
Im Jahr 1922 hatte man im Malstatter Ortsteil Rastpfuhl einen weiteren Wetterschacht, den Pasteur- oder Südschacht abgeteuft. Bereits im Jahr 1852 hatte die Grube einen Bahnanschluss nach St. Johann-Saarbrücken erhalten.
Der Bau der Eisenbahnlinie von Saarbrücken nach Trier wurde im Jahr 1856 in Angriff genommen. Die Linie wurde durch Malstatter und Burbacher Gemeindegebiet gelegt. Am 16. Dezember 1858 wurde die Strecke Saarbrücken-Merzig und am 26. Mai 1860 die Linie Merzig-Trier dem Verkehr übergeben. Im Jahr 1861 wurde die Strecke mit der Luxemburgischen Wilhelmsbahn verbunden.
Einen großen Aufschwung erhielt Malstatt mit der Gründung der Eisenhütte im Nachbarort Burbach am 22. Juni 1856 (Saarbrücker Eisenhütten-Gesellschaft) und der Eröffnung der Hütte am 15. Juni 1857. Die Burbacher Hütte wurde „auf der grünen Wiese“ von einer belgisch-luxemburgischen Kommanditgesellschaft gegründet. Für den Standort sprach hinsichtlich des Produkt- und Rohstofftransports der Anschluss an die Eisenbahnlinie Saarbrücken-Trier-Luxemburg (Einweihung des Bahnhofes an der Gemeindegrenze zwischen Malstatt und St. Johann im Jahr 1852, heute Hauptbahnhof Saarbrücken). Die Arbeiterzahl betrug im Jahr 1876 bereits 1292. Die Roheisenproduktion betrug im Jahr 1861 15.121 Tonnen und wurde im Jahr der Deutschen Reichsgründung 1871 auf etwa 47.000 t gesteigert.
Im Jahr 1864 wurde in unmittelbarer Nähe zur Burbacher Hütte der Bahnhof Burbach eröffnet. In der Nähe von Malstatt entstand die Eisenbahn-Hauptwerkstätte. Eine Kanalisierung der Saar wurde im Jahr 1865 vollendet und der Saarkohlehafen auf Malstatter Gemeindegebiet (heute Gelände des Bürgerparkes) angelegt, der bahnmäßig mit den Bahnhöfen Burbach und St. Johann verbunden war.
Infolge des wirtschaftlichen Auschwunges von Malstatt und Burbach siedelten sich zahlreiche größere Wirtschaftsunternehmen vor Ort an: Im Jahr 1866 die Zementfabrik Böcking & Dietzsch, die Zementwarenfabrik Krutina & Möhle, die Koksanlage der Lothringer Eisenwerke, die Maschinenwerkstätte Gebrüder Lüttgens, die Maschinenfabrik Ehrhard & Sehmer. Malstatt und Burbach wuchsen bevölkerungsmäßig im Jahr 1866 auf mehr als 6000 Einwohner an. Das Bevölkerungswachstum bot nun die Gelegenheit, sich im Jahr 1862 von St. Johann und Saarbrücken verwaltungsmäßig zu trennen und selbständig zu werden.

### Konfessioneller Umschwung
Bis Mitte des 19. Jahrhunderts war Malstatt mehrheitlich evangelisch-lutherisch, zahlreiche evangelische Gemeindemitglieder gehörten dem preußischen Beamten- und Verwaltungsapparat an. Mit der Saarbrücker Union im Jahr 1817 erfolgte ein Zusammenschluss von lutherischen und reformierten Gemeinden im Saarland zu einer gemeinsamen Kirche.
Mit dem Beginn der Industrialisierung (Bergbau und Hüttenindustrie) setzte in der zweiten Hälfte des 19. Jahrhunderts eine enorme Zuwanderung von Arbeitskräften aus der Eifel, dem Hunsrück und Lothringen ein, so dass bereits am Ende des 19. Jahrhunderts in Malstatt nicht mehr der Protestantismus, sondern der Katholizismus die Mehrheitskonfession darstellte. Um das Jahr 2000 waren etwa 20 % der Malstatter evangelisch, 70 % katholisch, der Rest gehört anderen Konfessionen und Religionen an (vor allem Muslime) oder war konfessionslos.

## Deutsch-Französischer Krieg
Im Deutsch-Französischen Krieg wurden Malstatt und Burbach von französischen Truppen, die in Gersweiler Stellung bezogen hatten, massiv beschossen. Die französische Beschießung reichte bis zum Rastpfuhl, wo am 2. August 1870 der junge Soldat Traugott Roemer von einer Granate zerfetzt wurde. Ein Mahnmal an der Lebacher Straße erinnert heute noch daran. Einige Häuser in Malstatt wurden durch französisches Geschützfeuer in Brand geschossen, sodass zahlreiche Einwohner Malstatts vor den Gefechten Richtung Von der Heydt flohen. Eine Evakuierung hatte es nicht gegeben und die anwesende Bevölkerung musste die zahlreichen preußischen Truppen mit Nahrung versorgen. Weiteren Kriegstoten wurde im Jahr 1901 auf dem Malstatter Friedhof ein Denkmal gesetzt.
Nach dem Krieg von 1870/71 und dem Anschluss des Reichslandes Elsaß-Lothringen an das neugegründete Deutsche Reich stieg die Bevölkerung von Malstatt und Burbach auf über 10.000 Einwohner an, sodass eine Erhebung von der Landgemeinde zur Stadtgemeinde angemessen erschien.

## Vereinigung mit Burbach und Stadterhebung

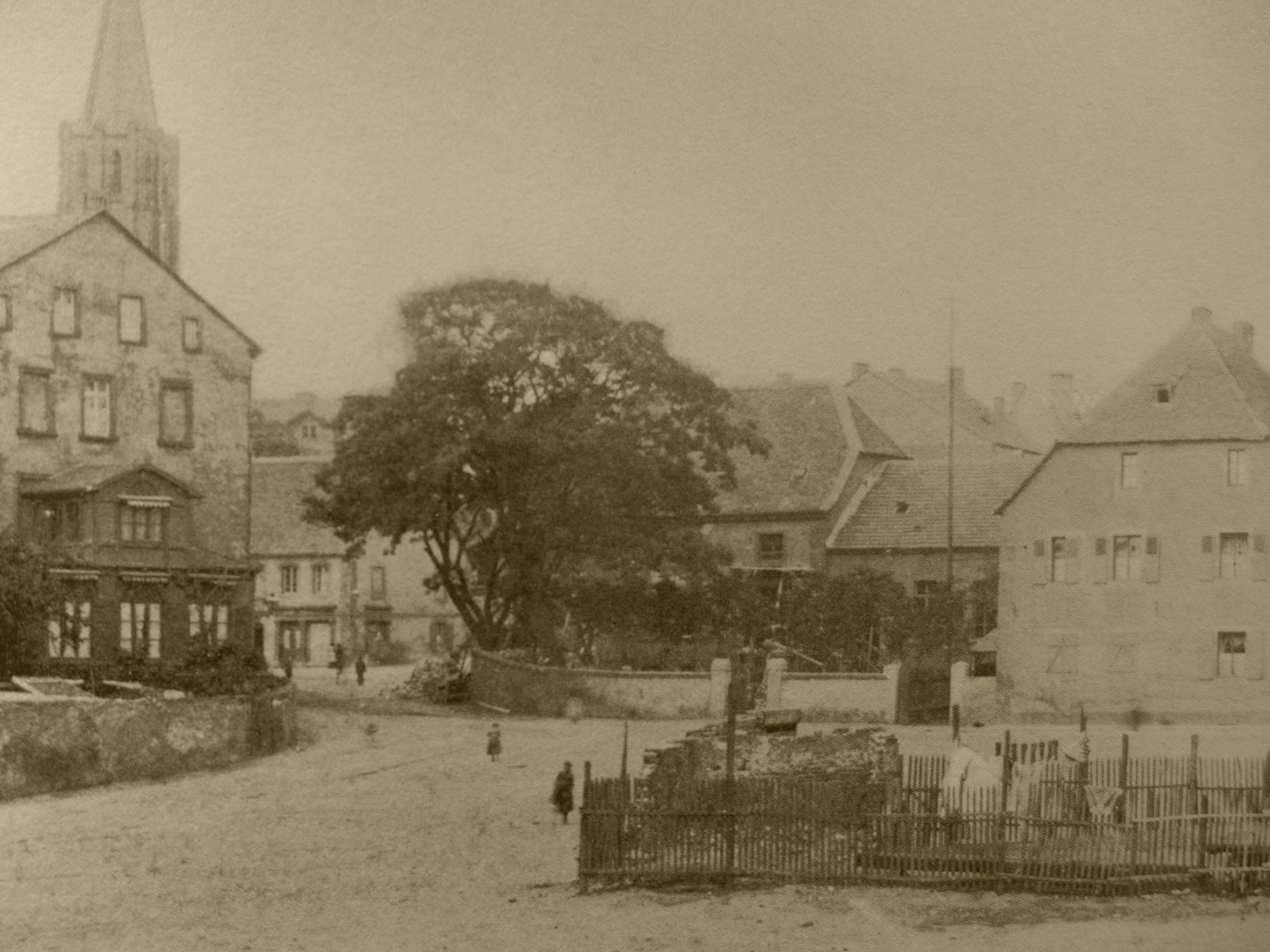
Malstatt, Ortszentrum am Ende des 19. Jahrhunderts in Blickrichtung von Markt und evangelischer Kirche (Stadtarchiv Saarbrücken)

Durch Allerhöchste Kabinetts-Order aus Mainau vom 10. Juni 1874 wurde genehmigt, dass die Gemeinde Malstatt auf dem Provinziallandtag als Stadt vertreten werde. Zusammen mit dem Nachbarort Burbach vereinigt, wurde der neuen Stadtgemeinde Malstatt-Burbach durch Allerhöchste Kabinett-Order aus Babelsberg vom 3. Juni 1875 die Städteordnung verliehen. Die Einführung der Städteordnung erfolgte am 2. August 1875.
In den Jahren 1879 bis 1881 wurde als neue Verkehrslinie nach Neunkirchen die Fischbachbahn gebaut und der Bahnhof Schleifmühle bei Malstatt angelegt.
Malstatt-Burbach war um 1900 Knotenpunkt der Staatsbahnlinien Saarbrücken-Malstatt, Malstatt-Saarhafen und Schleifmühle-Malstatt, hatte 2 evangelische und 2 katholische Kirchen, eine elektrische Straßenbahn, ein großes Eisenwerk (4200 Arbeiter), Maschinenbauanstalt, Gußstahlwerk, Portlandzement-, Eisenbahnwaggon-, Kessel- und Kassenschrankfabrikation, Eisengießerei, Phosphatmühlen, Ziegeleien, Eisensteinbergbau und (1900) 31.195 Einw., davon 10.625 Evangelische und 92 Juden. Im Jahr 1905 überstieg die Einwohnerzahl der Stadt Malstatt-Burbach 38.000.

## Stadtteil der Landeshauptstadt Saarbrücken
Durch Vertrag vom 5. Dezember 1908 wurden die selbstständigen Städte Saarbrücken, St. Johann und Malstatt-Burbach mit Wirkung vom 1. April 1909 zu einer Stadt mit dem Namen Saarbrücken vereinigt. Die neue Stadt Saarbrücken hatte bei ihrer Gründung etwa 105.000 Einwohner und war damit die fünftgrößte linksrheinische deutsche Großstadt. Gleichzeitig schied die Stadt Saarbrücken aus dem Landkreis Saarbrücken aus und wurde eine kreisfreie Stadt.
Heute ist Malstatt ein Stadtteil im Stadtbezirk Mitte der Landeshauptstadt, welche wiederum dem Regionalverband Saarbrücken angehört.